# Maartje-Maria den Herder
Maartje-Maria den Herder (Zutphen, 1981) is een Nederlands cellist.
Den Herder studeerde in 2004 af aan het Utrechts Conservatorium, waar ze leerlinge was van Lenian Benjamins, Elias Arizcuren en haar oudere broer Jeroen den Herder. Daarna studeerde ze verder bij Dmitri Ferschtman aan het Conservatorium van Amsterdam, waar ze in 2007 cum laude afstudeerde. Ze volgde masterclasses bij onder anderen Natalia Gutman, Ivan Monighetto, Raphael Wallfisch, Janos Starker en Heinrich Schiff. 

## Prijzen en onderscheidingen
In 2006 won ze op het eerste Nationaal Celloconcours de tweede prijs, en daarnaast ook de publieksprijs en de prijs voor de beste vertolking van het verplichte werk, de opdrachtcompositie. 

## Activiteiten
Den Herder soleerde met het Amsterdam Sinfonietta onder leiding van David Geringas (celloconcert van Schumann), het Radio Symfonie Orkest, en de blazers van het Nationaal Jeugdorkest (celloconcert van Gulda). Ze was lid van het European Union Youth Orchestra en het Gustav Mahler Jugendorchester, waar ze speelde onder dirigenten als Pierre Boulez, Bernard Haitink en Claudio Abbado. Als stagiair speelde ze in 2005-2006 in het Koninklijk Concertgebouworkest en ze remplaceert regelmatig in onder meer het Rotterdams Philharmonisch Orkest, het Nieuw Ensemble en cello-octet Conjunto Ibérico. Ook is ze actief in de kamermuziek. Gedurende 6 jaar vormde ze met violiste Marlene Hemmer en pianiste Morena Varga Trio M. Met Morena Varga vormt ze een vast cello-piano duo.